# 나리타 국제공항주식회사
나리타 국제공항주식회사(成田国際空港株式会社, NAA)는 2004년 4월 1일 시행된 나리타국제공항주식회사법에 따라 나리타 국제공항의 설치 및 관리를 목적으로 수립된 특수회사이다. 통칭 "나리타 공항 회사"라고 부른다.
특수법인 신도쿄국제공항공단의 업무와 자산, 부채를 모두 승계한 특수회사로, 일본 정부(주주는 국토교통대신 및 재무대신)가 전 주식을 소유하고 있다. 약칭인 NAA은 공항공단(New Tokyo International Airport Authority)의 약칭과 같다. 나리타국제공항주식회사법에 따라 일본 정부로부터 무이자 대출, 출자 및 채무보증을 받을 수 있지만 대신 사업년도별 사업계획서나 신주 발행, 회사채 발행, 자금 차입, 대표이사 선정, 정관 변경 등의 일이 있으면 국토교통대신의 인가를 받아야 한다.

## 기업 구조
일본 정부가 100% 출자한 회사이므로 국세 외에도 매년 최종연결이익의 약 30%를 배당금으로 국고에 납부한다. 2018년 6월 26일 주주총회에서 결의된 배당금은 107억 7,600만엔이다. 이 외에도 주식회사화 당시 공항공단의 정부 출자금 등 3,016억엔 중 1,496억 5,300만엔이 정부의 무이자 융자금으로 전환되어 부채 상환을 하고 있었으나 2017년 회계년도 기준 부채를 완납했다.
회사의 사업 범위에는 나리타 국제공항의 관리 외에도 주변의 항공기 소음으로 인한 공해 발생 방지 및 손실 보상을 위한 제반사업도 포함되어 있다.
주식회사화 이후 공항 터미널 건물에 입주해 있는 음식점, 상점, 항공사 사무실 등의 임차인이 납부하는 임대 수입을 '비항공계 수입'이라고 부르고 매장 면적을 증축하는 등 매출 강화 방향으로 가고 있으며, 공단 시절 주요 수입이었던 공항 사용료 중심의 '항공계 수입' 의존 구조를 벗어나는 경영을 중점으로 두고 있다. 2017년 기준 주식회사의 수입 중 56%가 비항공계 수입으로 2004년 34%에 비해 증가했다. 또한 2017년 나리타 국제공항의 터미널 건물 내 전체 매장 매출은 1,246억엔으로 역대 최고치를 기록했으며, 일본 내 전체 쇼핑센터 중 5년 연속 일본 최대 매출액을 기록했다.
지바항에서 나리타 공항까지 항공연료를 수송하는 약 47 km 길이의 파이프라인 수송관을 보유하고 있으며 일본에서 유일하게 석유파이프라인사업법을 적용받는 사업자이다.

## 사업

### 사업 목적
나리타국제공항주식회사법 제1조에 따르면 나리타 국제공항의 설치 및 관리를 효율적으로 수행해 항공 교통 이용객의 편의 증진을 도모하고, 이를 통해 항공 산업의 종합적인 발전에 기여함과 동시에 일본의 산업, 관광 등의 국제경쟁력 강화에 기여하는 목적을 가지고 있다고 명시되어 있다.

### 법령에 규정된 사업
나리타국제공항주식회사법 제5조 및 정관 제2조에 규정된 주식회사의 주요 사업은 아래와 같다.
- 나리타 국제공항의 설치 및 관리
- 나리타 국제공항에서 항공기의 이착륙시 안전을 확보하기 위해 필요한 항공보안시설의 설치 및 관리
- 항공여객 및 항공화물 취급 시설, 항공기 급유시설 및 기타 나리타 국제공항의 기능을 확보하기 위해 필요한 항공보완시설의 건설 및 관리
- 사무실, 점포 및 기타 나리타 공항을 이용하는 자의 편의를 위해 나리타 국제공항 부지 내에 건설하는 것이 적절하다고 인정되는 시설의 건설 및 관리
- 나리타 국제공항 주변에서 항공기 소음 등으로 인한 장애를 막거나 그 손실을 보상하기 위한 사업(이전 보상 및 소음방지공사 등)
- 나리타 국제공항 주변의 생활환경 개선을 위해 실시하는 사업(공항 주변 환경평가 및 지자체 교부금 교부 등)

또한 각의를 바탕으로 지역과의 공생을 위한 노력 일환으로 유기농법 연수나 회사 소유의 농지대출사업도 같이 시행하고 있다.

### 사업 부문
나리타 주식회사는 사업부제를 실시하고 있으며, 사업을 크게 '공항운영사업부', '소매사업부', '시설대부사업부', '철도사업부' 4가지로 분류하고 있다.

## 관계 회사

### 연결자회사
2021년 3월 31일 기준 본사의 연결자회사는 아래와 같다.
- 공항 유지보수 서비스 주식회사 - 100% 출자회사이다. 시설의 설계, 공사, 관리, 유지보수 및 점검사업을 진행한다.
- 주식회사 나리타 에어포트 테크노 - 100% 출자회사이다. 터미널 건물의 유지보수 사업을 맡고 있다. 2014년 4월 1일 네이텍 방재 주식회사와 합병했으며 2018년 주식회사 NAA일렉텍을 합병했다.
- 주식회사 NAA패실티즈 - 100% 출자회사이다. 공항 제반시설의 유지보수 사업을 맡고 있다.
- 공항정보통신주식회사(AICS) - 100% 출자회사이다. 항공보안무선시설의 유지관리, 비행정보 전달 서비스, 통신 네트워크와 공항 내 전화 유지관리, 소프트웨어 개발을 맡고 있다.
- 나리타 공항 급유시설 주식회사 - 100% 출자회사이다. 급유시설의 유지관리와 보안 방재를 맡고 있다.
- NAA 세이프티 서포트 주식회사 - 100% 출자회사이다. 공항 경비와 소방, 구조 사업을 맡고 있다. 2018년 4월 1일 주식회사 NAA 커뮤니케이션즈를 흡수합병했다.
- 주식회사 나리타 공항 비즈니스 - 100% 출자회사이다. 터미널 건물의 수화물 카트 서비스를 제공하고 있다.
- 주식회사 NAA 리테일링 - 100% 출자회사이다. 터미널 건물에서 면세품, 식품, 선물용품, 가전제품의 판매와 식당 운영 사업을 맡고 있다. 2015년 4월 1일 나리타공항서비스주식회사를 흡수합병했다.
- 주식회사 그린포트세일즈앤세일즈에이전시 - 95.7% 출자회사이다. 터미널 건물 내 손해보험 대리점, 택배 서비스, 승차권 판매, 환전, 광고 대행 판매, 이벤트 기획 및 운영, 임대, 공항 주변 부지 관리 등의 사업을 맡고 있다. 2015년 4월 주식회사 미디어포트나리타, 임공개발정비 주식회사와 합병했으며 2018년 4월 1일 나리타공항 로지스틱스 주식회사를 흡수합병했다.
- 시바야마 철도 주식회사 - 68.5% 출자회사이다. 일본의 제1종 철도주식회사로 시바야마 철도를 관리하고 있다.
- 나리타 고속철도 액세스 주식회사 - 53.7% 출자회사이다. 일본의 제3종 철도주식회사로 게이세이 나리타 공항선를 관리하고 있다.

### 지분법 적용 계열사
2021년 3월 21일 기준 일본 지분법을 적용받는 계열사는 아래와 같다.
- 일본공항급유 주식회사 - 20% 출자회사이다. 나리타 공항을 오가는 항공기의 급유 사업을 맡고 있다.
- 주식회사 Japan Duty Free Fa-So-La三越伊勢丹 - 27.5% 출자(간접 소유 비율)회사이다. 시내 공항형 면세점에서 면세품 판매 사업을 맡고 있다.[23]

## 같이 보기
- 나리타 국제공항
- 나리타국제공항주식회사법
- 신도쿄국제공항공단
- 나리타 공항 고속철도 주식회사
- 도쿄 국제공항 터미널 주식회사
- 요시다 후미오
- 나리타 5번가